# 失控的總統醜聞
《失控的總統醜聞》（英語：The Brethren）是一部由美國作家約翰·葛里遜於 2000 年出版的法律驚悚犯罪小說。

## 劇情
三個被稱為「兄弟會」的前任法官被監禁在佛羅里達州北部的特蘭堡監獄，並發展了一個騙局，以勒索富有的未出櫃男同性戀者。在他們的律師特雷弗卡森的幫助下，他們將尚未獲得的錢轉移到一個秘密的巴哈馬銀行帳戶。
與此同時，美國中央情報局無情和即將退休的局長泰迪梅納正在策劃一個控制美國總統選舉的計劃：亞倫萊克是一個強力支持增加國防預算支出的總統候選人，而梅納決心控制他，然後讓他當選。
不知不覺，兄弟會牽制了泰迪的總統候選人。美國中央情報局爭相阻止兄弟會發現他們做了什麼。但是消息已經走漏，情勢需要泰迪所有非法操縱的經驗，以免他的候選人被曝光。
弟兄會失去了對特雷弗的信任，並解雇了他。他後來被加勒比海的中情局代理探員殺死。中情局在特蘭堡監獄中安排了一個人告訴法官，他知道他們參與了騙局。於是他們完成了一個交易，金錢換手，眾法官們在泰迪的堅持下得到了總統的赦免，而法官們離開該國，前往歐洲旅行。後來，他們重新啟動了騙局。